# Amos Stoddard
Amos Stoddard (* 26. Oktober 1762 in Woodbury, Colony of Connecticut; † 11. Mai 1813 in Perrysburg, Ohio) war ein US-amerikanischer Politiker und Territorialgouverneur im Louisiana-Territorium.

## Frühe Jahre
Amos Stoddard war ein Veteran des Amerikanischen Unabhängigkeitskrieges. Nach dem Krieg wurde er beim Obersten Gerichtshof von Massachusetts angestellt. Im Jahr 1798 wurde Stoddard von US-Präsident John Adams als Hauptmann der Artillerie an die westliche Grenze der Vereinigten Staaten beordert. Gleichzeitig war er Bevollmächtigter der US-Regierung bei der Übergabe des Louisiana-Territoriums an die Vereinigten Staaten.

## Im Louisiana-Territorium
Das 1803 von Präsident Thomas Jefferson erworbene Louisiana-Territorium gehörte bis 1800 zur spanischen Krone. In diesem Jahr wurde entsprechend dem Vertrag von San Ildefonso das Gebiet an Frankreich abgetreten. Beim Übergang des Gebietes an die USA am 9. März 1804 vertrat Stoddard sowohl die französische als auch die amerikanische Seite. Bis zum 1. Oktober 1804 blieb er Militärgouverneur des Gebiets. Er amtierte in St. Louis im heutigen Staat Missouri.

## Weiterer Lebenslauf
Stoddard blieb auch weiterhin in der Armee. Im Jahr 1807 wurde er zum Major befördert. Am 5. Mai 1813 wurde er bei der Schlacht um Fort Meigs verwundet. Wenige Tage später erlag er seinen Verletzungen.